# Arpoador

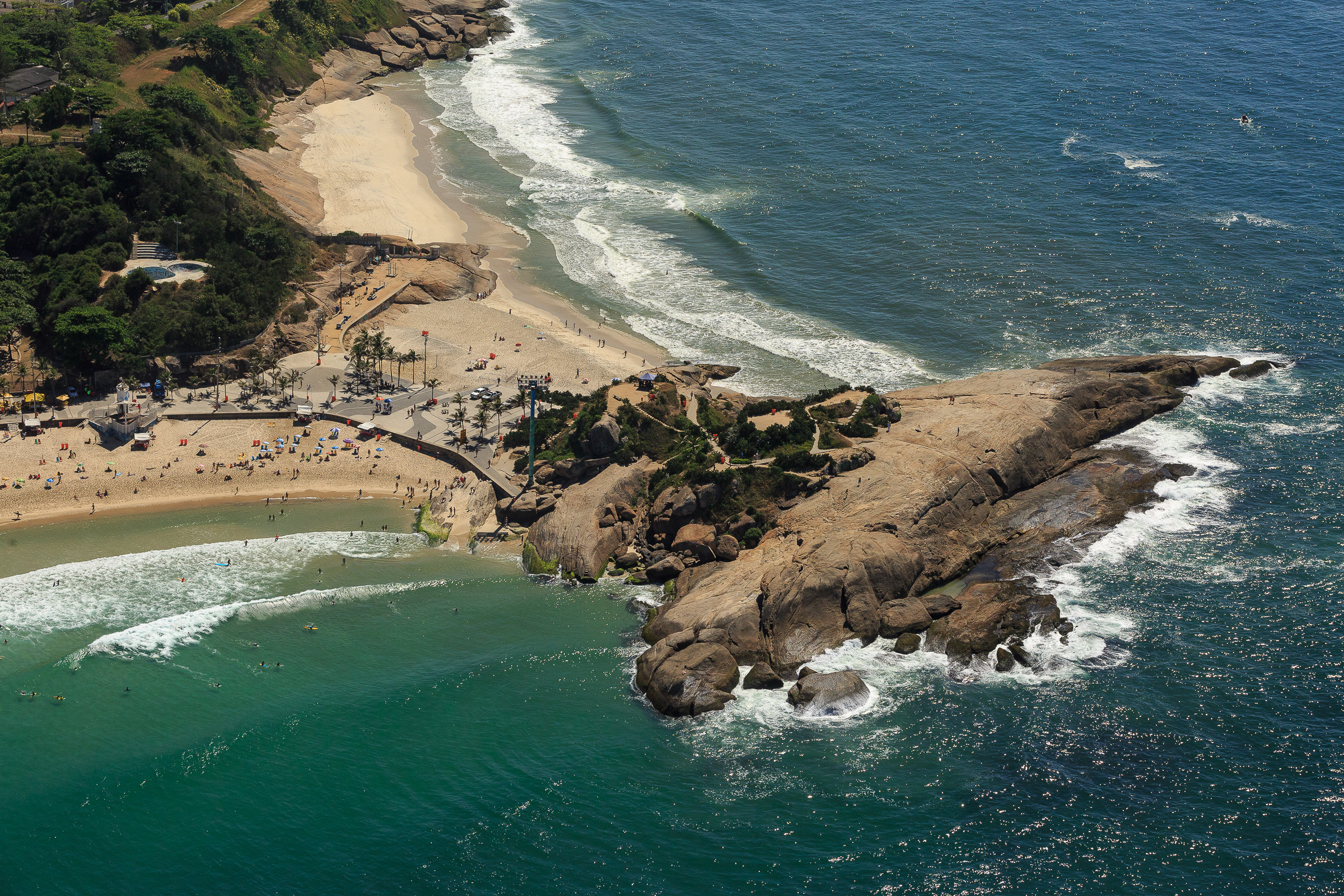
Arpoador-stranden i Rio de Janeiro.

Arpoador är en stadsdel och en strand (Praia do Arpoador) i Rio de Janeiro i Brasilien, som ligger mellan  Ipanema och Copacabana. Stranden är populär bland surfare.